# فرضیه یک ژن-یک آنزیم
ایده فرضیه یک ژن-یک آنزیم این است که ژن‌ها، از طریق تولید آنزیم‌ها عمل می‌کنند، به گونه ای که هر ژن مسئول تولید یک آنزیم است که آن آنزیم به نوبه خود در مسیر سوخت‌وساز قدمی به جلو برمی‌دارد. این مفهوم اولین بار توسط جرج بیدل و ادوارد لوری تاتوم در مقاله اثرگذارشان در سال ۱۹۴۱ میلادی مطرح شد، این مقاله در ارتباط با جهش‌های ژنتیکی در کپک نوروسپورا کراسا (Neurospora crassa) بود و در پی آن، عبارت «فرضیه یک ژن-یک آنزیم» توسط همکارشان، نورمن هوروویتز به کار رفت. در ۲۰۰۴، هوروویتز یادآور شد که «این آزمایش‌ها، علمی را بنا نهاد که بیدل و تاتوم به آن 'ژنتیک بیوشیمیایی' می‌گفتند. در حقیقت، مشخص شد که این آزمایش‌ها آغازگر چیزهایی بودند که بعدها تبدیل به ژنتیک مولکولی و تمام پیشرفت‌های حاصل از آن شدند.» توسعه فرضیه یک ژن-یک آنزیم را اغلب به‌عنوان اولین نتیجه اصلی از شاخه علمی می‌دانند که بعدها نام زیست‌شناسی مولکولی را به خود گرفت. گرچه که این فرضه بسیار اثربخش بود، اما خیلی زود پس از مطرح شدن این فرضیه، معلوم شد که نگاه بیش از اندازه ساده انگارانه ای داشته‌است. حتی بازنویسی فرمول «یک ژن-یک پلی‌پپتید» که بعدها مطرح شد نیز اکنون به عنوان توصیفی بیش از حد ساده انگارانه از روابط بین ژن‌ها و پروتئین‌ها در نظر گرفته می‌شود.

## مکانیسم مولکولی
این فرضیه بر پایهٔ ارتباط مستقیم بین ژنوتیپ و فنوتیپ استوار بود. در مدل بیدل و تاتوم، هر ژن کدکنندهٔ یک آنزیم است که در یک واکنش بیوشیمیایی خاص نقش کاتالیزوری دارد. به عنوان مثال، در نوروسپورا کراسا، جهش در ژن arg1 منجر به ناتوانی در سنتز آرژینین می‌شد، زیرا آنزیم اورنیتین ترانس کاربامیلاز تولید نمی‌گردید. این مدل پیشنهاد می‌کرد که هر ژن به صورت خطی با یک واکنش آنزیمی مرتبط است، و اختلال در ژن موجب نقص در مسیر متابولیک می‌شود. تحقیقات بعدی نشان داد که ژن‌ها از طریق رونویسی به mRNA و سپس ترجمه به پروتئین‌ها تبدیل می‌شوند.

### نقش ژن‌ها در ساختار آنزیم‌ها
بررسی‌های بعدی نشان داد که برخی آنزیم‌ها از چندین زیرواحد پروتئینی تشکیل شده‌اند که هر کدام توسط ژن‌های جداگانه‌ای کد می‌شوند. برای مثال، آنزیم هگزوکیناز در متابولیسم گلوکز نیازمند همکاری چندین پلی‌پپتید است. این یافته‌ها نشان داد که رابطهٔ ژن و آنزیم می‌تواند پیچیده‌تر از مدل اولیه باشد.

## محدودیت‌ها و بازنگری‌ها
۱. ژن‌های رمزگذار RNA: کشف rRNA، tRNA و miRNA نشان داد بسیاری از ژن‌ها محصولات غیرپروتئینی تولید می‌کنند. به عنوان مثال، ژن‌های رمزگذار rRNA در ساخت ریبوزوم نقش دارند و عملکرد آنزیمی مستقیم ندارند.  
۲. پروتئین‌های ساختاری: پروتئین‌هایی مانند کراتین و کلاژن عملکرد آنزیمی ندارند اما توسط ژن‌ها کد می‌شوند. این پروتئین‌ها در حفظ ساختار سلولی و بافت‌ها حیاتی هستند.  
۳. اسپلایسینگ جایگزین: یک ژن می‌تواند از طریق اسپلایسینگ جایگزین چندین ایزوفرم پروتئینی تولید کند. برای نمونه، ژن DSCAM در مگس سرکه قادر به تولید ۳۸٬۰۰۰ ایزوفرم مختلف است.  
۴. پروتئین‌های چندکاره: برخی پروتئین‌ها مانند پلیمراز DNA دارای چندین عملکرد آنزیمی در یک زنجیره پلی‌پپتیدی هستند.

## تأثیر بر پیشرفت‌های علمی
- شکل‌گیری اصل مرکزی زیست‌شناسی مولکولی: فرانسیس کریک در ۱۹۵۸ با الهام از این فرضیه، مفهوم جریان اطلاعات از DNA به RNA و پروتئین را مطرح کرد.[۱۶]
- توسعهٔ تکنیک‌های تعیین توالی دی‌ان‌ای: در دهه ۱۹۷۰، فردریک سانگر با استفاده از اصول ژنتیک بیوشیمیایی، روش توالی‌یابی زنجیره‌توقف را ابداع کرد.[۱۷]
- شناسایی ژن‌های خانه‌دار و اختصاصی بافت: مطالعات پس از فرضیه یک ژن-یک آنزیم منجر به کشف ژن‌هایی شد که در تمام سلول‌ها فعالند (مانند ژن‌های دخیل در گلیکولیز) و ژن‌های خاص بافت‌ها (مانند هموگلوبین در گلبول‌های قرمز).[۱۸]
- پروژه ژنوم انسان: درک رابطهٔ ژن-پروتئین پایه‌ای برای تفسیر داده‌های ژنومی در این پروژه عظیم شد.[۱۹]

## برای مطالعهٔ بیشتر
- Hickman M, Cairns J (2003). "The Centenary of the One-Gene One-Enzyme Hypothesis". Genetics. 163 (3): 839–841. PMC 1462495. PMID 12663526.
- Horowitz NH (1995). "One-Gene-One-Enzyme: Remembering Biochemical Genetics". Protein Science. 4 (5): 1017–1019. doi:10.1002/pro.5560040524. PMC 2143113. PMID 7663338.
- Judson HF (1979). "George Beadle and the Biochemical Genetics". The Eighth Day of Creation: Makers of the Revolution in Biology. Simon & Schuster. ISBN 978-0671254100.